# International Network of Liberal Women
International Network of Liberal Women (förkortad INLW) är en internationell kvinnoorganisation som hör till Liberal International. Dess säte ligger i Wassenaar, Nederländerna..
Organisationens nuvarande ordförande är Jayanthi Devi Balaguru och sekreterare Mireia Huerte Sala.

## Historia
INLW grundades i Helsingfors år 1990 och dess syfte är att behandla liberala frågor från kvinnlig synvinkel.
I det grundande möte fanns det representanter från Finland, Belgien, Kanada, Frankrike, Tyskland, Israel, Italien, Nederländerna, Sverige, Schweiz och Storbritannien. Den svenska parlamentarikern Barbro Westerholm har fungerat som mötets koordinator.